# Kartágo
Kartágo bylo starověké město založené Féničany, z něhož se stalo centrum kartaginské civilizace. Po třetí punské válce roku 146 př. n. l. bylo kompletně zničeno Římany. Později bylo na jeho troskách znovuvybudováno Římany již jako římské město. Ve 4. století ho obsadili germánští Vandalové a v 7. století bylo definitivně zničeno Araby.
Dnes jsou jeho pozůstatky chráněnou památkou UNESCO na území Tuniska.

## Historie

### Stručné dějiny Kartága
Kartágo bylo založeno roku 814 př. n. l. fénickými osadníky z města Týros, podle pověsti královnou Dídó, která z Tyru utekla. V roce 509 př. n. l. Kartágo podepsalo s Římem společnou smlouvu o rozdělení vlivu a sféře obchodu. Z ní mimo jiné prvně vyplynulo, že Kartágo získalo kontrolu nad Sicílií a Sardinií. Vliv se rozšiřoval dále po Středozemním moři; převzalo kontrolu nad Maltou a Baleárskými ostrovy. Na Pyrenejském poloostrově byly založeny kolonie. V 5.–3. století př. n. l. vedlo Kartágo války s řeckými městy, zejména Syrakusami. S Římem vedlo Kartágo tři války v 3.–2. století př. n. l., z nichž vyšlo Kartágo naprosto poraženo a samotné město bylo Římany srovnáno se zemí.

### Topografie

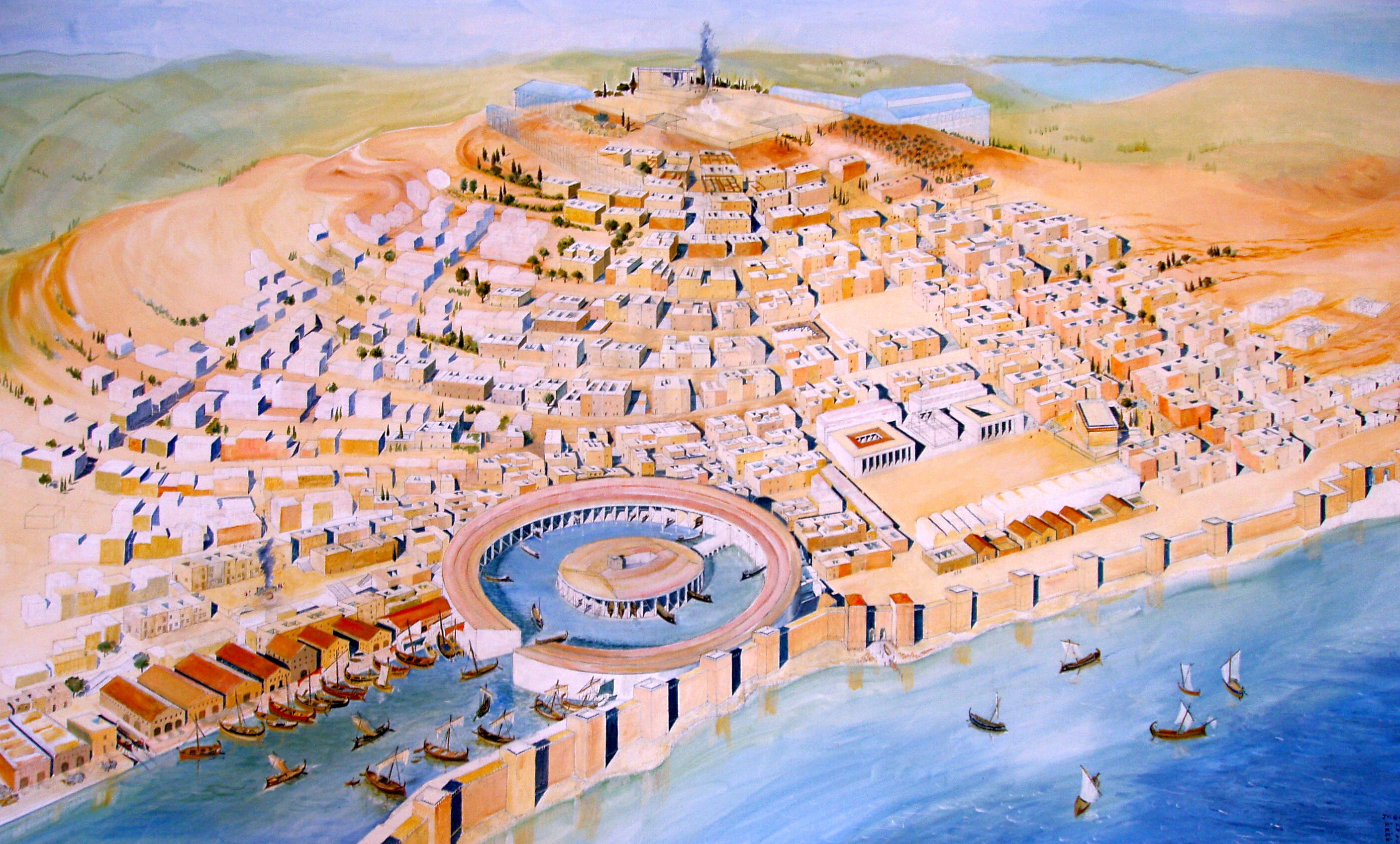
Model města Kartága

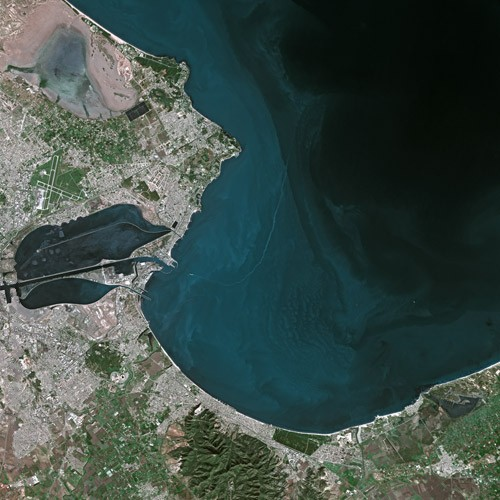
Rozložení města

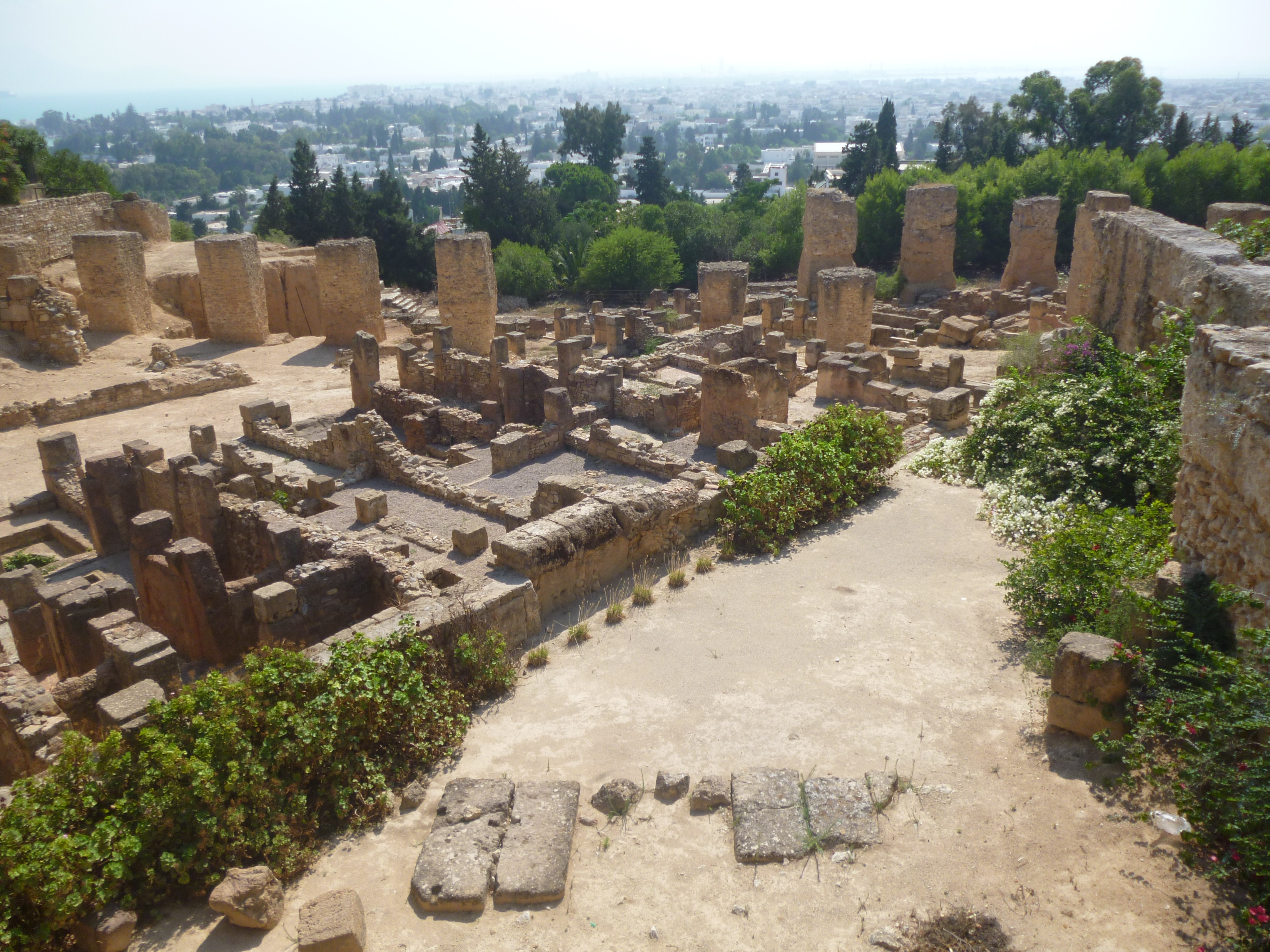
Archeologická oblast Kartága

Kartágo bylo vybudováno na útesu s přístupem k moři na jihu a severu. Pozice města z něj učinila mistra středomořského námořního obchodu. Všechny lodě přeplouvající moře musely proplout mezi Sicílií a pobřežím Tuniska, kde bylo Kartágo postaveno, což dopřálo městu obrovskou moc a vliv.
Uvnitř města byly vybudovány dva velké umělé přístavy – jeden jako kotviště obrovské městské floty 220 válečných lodí a druhý pro obchod. Oba přístavy přehlížela obezděná pevnost.
Město mělo pevné hradby, 37 km na délku, delší než hradby srovnatelných měst. Většina hradeb se nacházela na pobřeží a tak mohlo být méně působivé jak kartaginská kontrola nad mořem ztěžuje útok z tohoto směru. 4–5 km dlouhé hradby v mořské úžině na západě byly skutečně neproniknutelné.
Město mělo také velké pohřebiště (nekropoli), náboženskou oblast, tržiště, radnici, pevnosti a divadlo a bylo rozděleno do čtyř stejně velkých sídlišť se stejným rozložením. Zhruba v centru města stála vysoká citadela nazývaná Byrsa. Bylo to jedno z největších měst helénistického období (dle některých odhadů byla větší pouze Alexandrie) a až do průmyslové revoluce patřilo mezi největší města v historii.

### Římské Kartágo

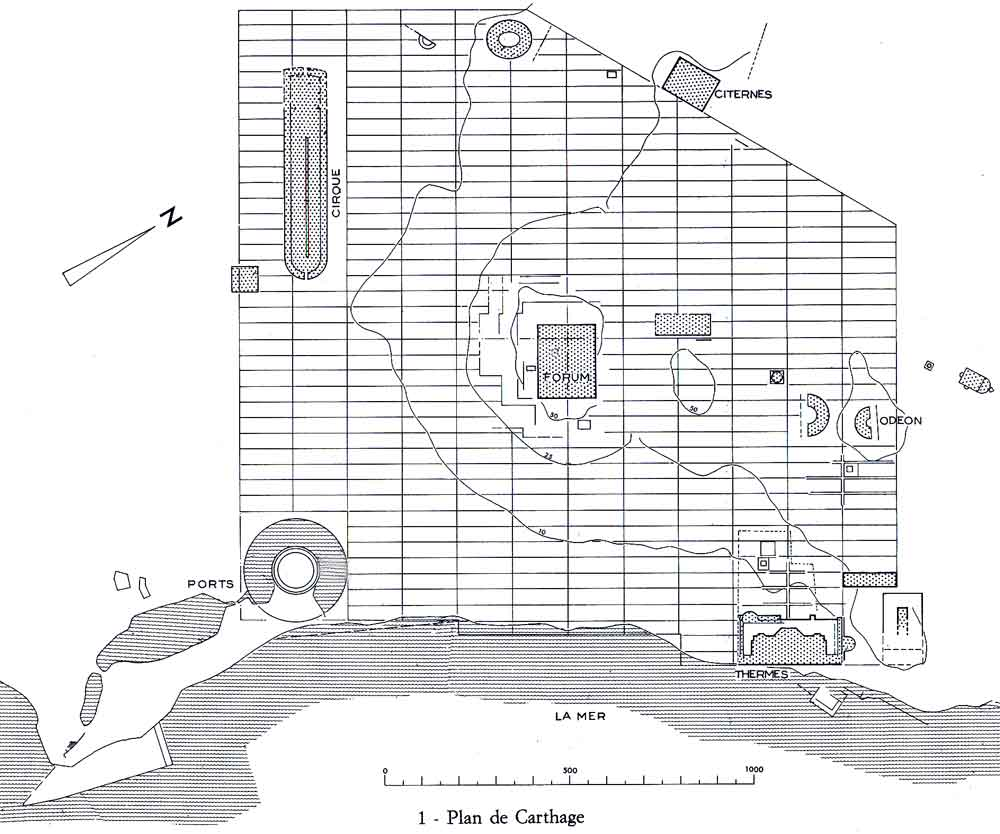
Plán římského Kartága

Později Římané vybudovali na troskách punského Kartága nové hlavní město provincie Afrika, které se stalo střediskem námořního obchodu a přístavem Středozemního moře. Ve 3. století patřilo k největším a nejvýznamnějším městům římské říše a mělo statisíce obyvatel. V roce 439 jej dobyli Vandalové pod vedením Geisericha. V 6. století ho pak dobyla Byzantská říše. Na konci 7. století jej dobyli a zničili arabští muslimové. Z římského Kartága zůstala pouze pevnost.
Zbylá pevnost byla dobyta křižáky během osmé křížové výpravy a po znovudobytí Araby byla srovnána se zemí.